# ند بیتی
ند بیتی (انگلیسی: Ned Beatty؛ زاده ۶ ژوئیهٔ ۱۹۳۷ – درگذشته ۱۳ ژوئن ۲۰۲۱) هنرپیشه اهل ایالات متحده آمریکا بود. وی از سال ۱۹۵۶ میلادی تا پایان عمر مشغول فعالیت بوده‌است.
از فیلم‌هایی که وی در آن نقش داشته‌است می‌توان به داستان اسباب‌بازی ۳، سوپرمن، سوپرمن ۲، رنگو، تک‌تیرانداز، همه مردان رئیس‌جمهور، شبکه، رهایی، جن‌گیر ۲: مرتد، نشویل، انگیزه عدالت، او بازی را برد، مقدمه یک بوسه، اقبال کلوچه، در مه الکتریکی، دزدی که برای شام آمد، برج مرگبار، چاتاهوچی، واکر، رعد و برق سفید، گذرگاه نیمه‌شب، گری لیدی غرق شد و رودی اشارهه کرد.
بیتی در ۱۳ ژوئن ۲۰۲۱ با مرگ طبیعی درگذشت.